# Anna Žerebjat'eva
Anna Valer'evna Žerebjat'eva (in russo Анна Валерьевна Жеребятьева?; 24 febbraio 1997) è una fondista russa.

## Biografia
La Žerebjat'eva, attiva in gare FIS dal novembre del 2014, in Coppa del Mondo ha esordito il 26 novembre 2017 a Kuusamo (43ª) e ha conquistato il primo podio il 9 dicembre 2018 a Beitostølen (2ª). In carriera non ha mai preso parte a rassegne olimpiche o iridate.

## Palmarès

### Mondiali juniores
- 1 medaglia:
  - 1 oro (staffetta a Park City 2017)

### Coppa del Mondo
- Miglior piazzamento in classifica generale: 64ª nel 2019
- 1 podio (a squadre):
  - 1 secondo posto